# Горно Ботево
Гòрно Бòтево е село в Южна България, област Стара Загора, община Стара Загора.

## География
Горно Ботево се намира на около 14 km източно от областния и общински център град Стара Загора и 19 km запад-югозападно от град Нова Загора. Разположено е в Старозагорското поле на Горнотракийската низина. Надморската височина в центъра на селото при кметството е около 144 m, теренът е равен със слаб наклон на югоизток. Климатът е преходно-континентален; преобладават смолници, наносни и лесивирани почви.
Общинският път през село Горно Ботево води:
- на изток през село Плоска могила до село Хан Аспарухово и връзка в него с третокласния републикански път III-5701, свързан на север при село Подслон с второкласния републикански път II-66 (на запад към Стара Загора, на изток към Нова Загора), а на юг след село Пшеничево в село Сърнево – с второкласния републикански път II-57 (на запад към Стара Загора, на изток към град Раднево);
- на север след кръстовище с републикански път II-66 – до село Дълбоки и други села нататък.

На около 4 km южно от селото минава автомагистрала „Тракия“, с която то няма пряка връзка.
На около 2 km северозападно от селото по пътя към село Дълбоки има спирка „Горно Ботево“ на железопътна линия Пловдив – Бургас.
Землището на село Горно Ботево граничи със землищата на: село Дълбоки на северозапад; село Плоска могила на североизток; селата Хан Аспарухово и Бенковски на изток; село Сърнево на юг; село Боздуганово на югозапад; село Преславен на запад; село Калитиново на запад-северозапад.
Етническият състав на населението на село Горно Ботево по численост и дял на етническите групи според преброяването през 2011 г. е:
| Етнически групи     | Численост | Дял (в %) |
| Общо                | 835       | 100       |
| Българи             | 626       | 74,97     |
| Турци               | ...       | ...       |
| Цигани              | 190       | 22,75     |
| Други               | ...       | ...       |
| Не се самоопределят | ...       | ...       |
| Не отговорили       | 12        | 1,44      |

Числеността на населението на село Горно Ботево по данните от преброяванията от 1934 г. насам се променя както следва:
| \| Година на преброяване \| Численост \| \| --------------------- \| --------- \| \| 1934 \| 1487 \| \| 1946 \| 1610 \| \| 1956 \| 1629 \| \| 1965 \| 1740 \| \| 1975 \| 1470 \| \| 1985 \| 1188 \| \| 1992 \| 1099 \| \| 2001 \| 959 \| \| 2011 \| 835 \| \| 2021 \| 985 \| |           |
| Година на преброяване | Численост |
| 1934 | 1487      |
| 1946 | 1610      |
| 1956 | 1629      |
| 1965 | 1740      |
| 1975 | 1470      |
| 1985 | 1188      |
| 1992 | 1099      |
| 2001 | 959       |
| 2011 | 835       |
| 2021 | 985       |

Основният поминък на населението на селото е земеделие и животновъдство. Преобладаващо се произвежда пшеница, ечемик, слънчоглед и царевица. От 2005 г. селото започва и отглеждането на лозови насаждения. Земята се обработва механизирано.

## История
След Руско-турската война 1877 – 1878 г. по Берлинския договор 1878 г. селото – тогава с име Шамлии, остава в Източна Румелия; присъединено е към България след Съединението 1885 г. Село Шамлии е преименувано на Горно Ботьово през 1906 г. и на Горно Ботево – през 1956 г. През 1940 г. близкото село Соколец е присъединено към Горно Ботьово.
Сведения за селището има в османотурски регистър от 1488 г. под името Шамлулу и от 18 век – Шамлъ̀ Шамлѝ.
На около 3,3 km югоизточно от центъра на селото, в обработваем терен в местността Калето, се намират останки от античната и късноантична крепост „Калето“.
Селище в близост до съвременното е имало още по римско време, тъй като са намерени гробове от това време. Селото е основано от неизвестен турски бей в средата на 17 век и е наречено Шамлии по името на местността Шамлъ. През 1837 г. се срещат сведения за друго село в близост Кючук Дуванлии, населено само с българи. Дуванлии е наречено така, тъй като там е било развито отглеждането на соколи за лов (на турски: doğan – сокол). След Освобождението Кючук Дуванлии се преименува на Малък Соколец (среща се и като Соколец), а Шамлии през 1906 г. става Горно Ботьово. На 3 km северно от селата по времето на Руско-Турската освободителна война се е провел Джуранлийския бой (19 – 31 юли 1877). На мястото на битката днес има издигнат паметник. Селото е водоснабдено през 1908 г. и са построени 4 чешми.След Първата световна война около 50 семейства бежанци от село Балъкьой в Беломорска Тракия се заселват в Горно Ботево.През 1940 г. селата са обединени административно в сегашното село Горно Ботево. По време на Балканските и Първата световна война селото е дало 45 жертви на фронта. Първото училище в селото е открито пред 1879 г., а сегашната сграда на училището е построена през 1930 г.

## Икономика
В селото е разположен Завод за каучукови уплътнители (ЗКУ). Разполага с няколко хранителни магазина, два склада за строителни материали, месарски магазин Стивасто и др. През 2006 година е създадена и бутикова винарна Four Friends.

## Транспорт
- В селото има две автобусни спирки, като едната е в началото, а втората е на площада в центъра, пред читалището. Автобусна линия номер 65, изпълнявана от градски транспорт Стара Загора, се движи двупосочно няколко пъти дневно.[17]
- Също така от Автогара Стара Загора се движат междуселищни автобуси със спирка в селото.[18]
- На ЖП спирка Горно Ботево спират пътнически влакове с маршрути Пловдид – Ямбол и Пловдив – Бургас.[19]

## Религии
Църквата „Свети Димитър“ е построена през 1877 г. Иконостасът е дело на дебърски майстори от рода Филипови.
Записана е в летописната книга на „Рилския манастир“, като национален културно-исторически паметник.

## Обществени институции
- Народно читалище „Пробуда-1927“[23]. Създадено през 1927 г. Читалището разполага със 7000 книги и списания, салон на два етажа за театрални постановки и кино. Тогава се открива и библиотека, като книжния фонд е предимно от дарения. През 1969 година е открита нова сграда, в която и до днес се помещава читалището. В сградата на читалището има салон на два етажа с 350 места. Постоянно действащи са: женска певческа група за автентичен фолклор „Тракийка“ и детско-юношеска певческа група „Тракийче“.

## Културни и природни забележителности
- Паметник на загиналите войни в Джуранлийския бой по време на Руско-турската освободителна война. На 26 юли 1881 г. тържествено е открит първият възпоменателен паметник от мемориалните паметници на победата в Стара Загора, посветени на Руско-турската освободителна война. Това е паметникът на загиналите българи и руси при защитата на Стара Загора в Старозагорския и Джуранлийския бой на 19 юли 1877 г.
- Паметник на загиналите в Балканските и Първата световна война.[24]
- Чешмата – с. Горно Ботево – Чешмата се намира в центъра на село Горно Ботево. Построена е през 1908 г. и възстановена през 2005 г., в памет на Атанас Маноилов (1860 – 1935) – първи учител, строител, виден общественик и кмет в село Горно Ботево.[25]Паметник на Димитър Карев – написал историята на с. Балъккьой, Беломорска Тракия.
- [26]

## Редовни събития
Много от българските традиции и народни обичаи са запазени до днес и се празнуват всяка година в Горно Ботево.
Автентичното празнуване на Сирни заговезни, и най-вече „о̀рата ко̀пата“. В огъня се поставя голямо дърво, наречено оратник. Името идва от глагола оратя, който значи говоря. Още преди Заговезни се правят стрели (бутурници) специално от дрян. За здраве се хвърлят всички бутурници, като всяка се „нарича“ на някой от семейството, за приятели и дори за животни. Обичайно е, по време на хвърлянето на бутурниците, да се пие домашно вино, обикновено направо от нечия кана, услужливо подадена от някой от хвърлящите. След приключването на гореописания ритуал всички прескачат огъна по два пъти, за да им „паднат въшките“, за здраве и берекет през идната година.
Също така на Лазаровден се събират момите и тръгват да лазаруват. Пременени в традиционни фолклорни носии, те обикалят къщите на селото, пеят обредни лазарски песни и благославят за здраве, щастие и берекет. Стопанинът на дома ги дарява с яйца, пари, плодове и дребни подаръци.
На Великден всяко семейство се събира на трапезата за традиционното борене с яйца.
На 14 август се провежда за поредна година Празник на домата „Дон Домат – плодът-зеленчук". Програмата е включвала денят да бъде наситен с редуване на състезателна, изложбена и музикална част. Местните производители представят различни сортове от вкусния плод-зеленчук и подреждат изложба на ястия от домати. В музикалната програма се включат самодейни състави за народна музика и танци от Горно Ботево и съседните села.
На 26 октомври (Димитровден) жителите на Горно Ботево отбелязват празника на селото с традиционният Тракийски събор.
Празнуват се също така Бъдни вечер, Коледа, когато се и Коледува.

## Спорт
Селото разполага със затревен стадион на който играеше Левски (Стара Загора). На стадиона играят и други отбори от В група, които нямат терен на разположение за домакинските си мачове. Селският футболен отбор се казва Ботев, но не развива футболна дейност. Цветовете му са бяло, зелено и червено.

## Личности
- Атанас Маноилов (1860 – 1935) Пръв учител и будител. Кмет на селото без прекъсване 25 години. По негова инициатива през 1885 – 1887 г. е построен православен храм „Свети Димитър“ в с. Горно Ботево. През 1905 – 1908 г. е водоснабдил селото с питейна вода.
- Димитър Карев /1883 – 1963/ е народен учител, възрожденец, будител и просветител. Свързан е с историята на село Горно Ботево и със заселилите се там, около 50 семейства тракийски бежанци от Бълъкьой /село в Западна Тракия, Гърция/. Димитър Карев е автор на книгата „Един кът от Беломорска Тракия /Бълъкьой/“.[30]
- Станчо Момчев (1873 – 1930) Съвместно с Димитър Драгиев работи за изграждането на БЗНС в страната. Умира след побой в гр. Лом, където бил по съюзна работа.[31]
- Енчо Николов Енчев – Даскал Енчо (1876 – 1937) Основал БРСДП в с. Горно Ботево.
- Проф. Грозьо Станилов Добрев – доктор по математика. Работи в БАН и като декан на Математическия факултет към СУ „Св. Климент Охридски“. Чете лекции в престижни чуждестранни университети.[32]

## Галерия
- Паметник на загиналите войни в Джуранлийския бой
- Паметник на загиналите войни в Джуранлийския бой
- Карта – схема на Джуранлийския бой
- в. Земеделско Знаме – Станчо Момчев
- Станчо Момчев, Димитър Драгиев, Александър Стамболийски (от ляво надясно), 1909 г. Българския земеделски народен съюз (БЗНС)
- Първото Постоянно присъствие на БЗНС, в което влизат Станчо Момчев, Янко Забунов, Димитър Драгиев, Александър Стамболийски, Цанко Церковски и др.